# Golbaf
Golbāf (farsi گلباف) è una città dello shahrestān di Kerman, circoscrizione di Golbaf, nella provincia di Kerman. Aveva, nel 2006, una popolazione di 8.341 abitanti. Si trova a sud-est di Kerman.